# Strychnos tricalysioides
Strychnos tricalysioides är en tvåhjärtbladig växtart som beskrevs av Hutchinson, Amp; M. B. Moss,hutchinson och Dalziel. Strychnos tricalysioides ingår i släktet Strychnos och familjen Loganiaceae. Inga underarter finns listade i Catalogue of Life.